# Valea Caselor, Bacău
Valea Caselor este un sat în comuna Lipova din județul Bacău, Moldova, România.